# Dos Ríos, Michoacán de Ocampo
Dos Ríos är en ort i Mexiko.   Den ligger i kommunen Zitácuaro och delstaten Michoacán de Ocampo, i den södra delen av landet, 130 km väster om huvudstaden Mexico City. Dos Ríos ligger 1 655 meter över havet och antalet invånare är 196.
Terrängen runt Dos Ríos är huvudsakligen kuperad, men åt nordost är den bergig. Runt Dos Ríos är det ganska glesbefolkat, med 47 invånare per kvadratkilometer. Närmaste större samhälle är Heróica Zitácuaro, 10,4 km norr om Dos Ríos. I omgivningarna runt Dos Ríos växer huvudsakligen savannskog.